# Belgiens Grand Prix 2025
Belgiens Grand Prix 2025 (officielt navn: Formula 1 Moët & Chandon Belgian Grand Prix 2025) var et Formel 1-løb, som blev kørt den 27. juli 2025 på Circuit de Spa-Francorchamps i Stavelot, Belgien. Det var det trettende løb i Formel 1-sæsonen 2025, og det tredje løb i sæsonen til at blive kørt med sprint race-formatet.

## Sprintkvalifikation
| Pos.               | Nr. | Kører                 | Konstruktør                  | Del 1    | Del 2    | Del 3    | Grid |
| ------------------ | --- | --------------------- | ---------------------------- | -------- | -------- | -------- | ---- |
| 1                  | 81  | Oscar Piastri         | McLaren-Mercedes             | 1.41,769 | 1.42,128 | 1.40,510 | 1    |
| 2                  | 1   | Max Verstappen        | Red Bull Racing-Honda RBPT   | 1.42,043 | 1.41,583 | 1.40,987 | 2    |
| 3                  | 4   | Lando Norris          | McLaren-Mercedes             | 1.42,068 | 1.41,412 | 1.41,128 | 3    |
| 4                  | 16  | Charles Leclerc       | Ferrari                      | 1.42,763 | 1.41,786 | 1.41,278 | 4    |
| 5                  | 31  | Esteban Ocon          | Haas-Ferrari                 | 1.42,822 | 1.41,801 | 1.41,565 | 5    |
| 6                  | 55  | Carlos Sainz Jr.      | Williams-Mercedes            | 1.42,776 | 1.42,051 | 1.41,761 | 6    |
| 7                  | 87  | Oliver Bearman        | Haas-Ferrari                 | 1.43,024 | 1.42,019 | 1.41,857 | 7    |
| 8                  | 10  | Pierre Gasly          | Alpine-Renault               | 1.43,171 | 1.41,949 | 1.41,959 | 8    |
| 9                  | 6   | Isack Hadjar          | Racing Bulls-Honda RBPT      | 1.42,711 | 1.42,088 | 1.41,971 | 9    |
| 10                 | 5   | Gabriel Bortoleto     | Kick Sauber-Ferrari          | 1.42,806 | 1.41,901 | 1.42,176 | 10   |
| 11                 | 30  | Liam Lawson           | Racing Bulls-Honda RBPT      | 1.42,897 | 1.42,169 | N/A      | 11   |
| 12                 | 22  | Yuki Tsunoda          | Red Bull Racing-Honda RBPT   | 1.42,912 | 1.42,184 | N/A      | 12   |
| 13                 | 63  | George Russell        | Mercedes                     | 1.42,650 | 1.42,330 | N/A      | 13   |
| 14                 | 14  | Fernando Alonso       | Aston Martin Aramco-Mercedes | 1.42,427 | 1.42,453 | N/A      | 14   |
| 15                 | 18  | Lance Stroll          | Aston Martin Aramco-Mercedes | 1.42,736 | 1.42,832 | N/A      | 15   |
| 16                 | 23  | Alexander Albon       | Williams-Mercedes            | 1.43,212 | N/A      | N/A      | 16   |
| 17                 | 27  | Nico Hülkenberg       | Kick Sauber-Ferrari          | 1.43,217 | N/A      | N/A      | 17   |
| 18                 | 44  | Lewis Hamilton        | Ferrari                      | 1.43,408 | N/A      | N/A      | 18   |
| 19                 | 43  | Franco Colapinto      | Alpine-Renault               | 1.43,587 | N/A      | N/A      | PL1  |
| 20                 | 12  | Andrea Kimi Antonelli | Mercedes                     | 1.45,394 | N/A      | N/A      | 19   |
| 107%-tid: 1.48,892 |     |                       |                              |          |          |          |      |
| Kilde:             |     |                       |                              |          |          |          |      |

Noter:
↑1 - Franco Colapinto måtte starte fra pit lane efter at have lavet ændringer på sin bil under parc fermé.

## Sprint
| Pos.   | Nr. | Kører                 | Konstruktør                  | Omgange | Tid/Udgået | Startpos. | Point |
| ------ | --- | --------------------- | ---------------------------- | ------- | ---------- | --------- | ----- |
| 1      | 1   | Max Verstappen        | Red Bull Racing-Honda RBPT   | 15      | 26.37,997  | 2         | 8     |
| 2      | 81  | Oscar Piastri         | McLaren-Mercedes             | 15      | +0,753     | 1         | 7     |
| 3      | 4   | Lando Norris          | McLaren-Mercedes             | 15      | +1,414     | 3         | 6     |
| 4      | 16  | Charles Leclerc       | Ferrari                      | 15      | +10,176    | 4         | 5     |
| 5      | 31  | Esteban Ocon          | Haas-Ferrari                 | 15      | +13,789    | 5         | 4     |
| 6      | 55  | Carlos Sainz Jr.      | Williams-Mercedes            | 15      | +14,964    | 6         | 3     |
| 7      | 87  | Oliver Bearman        | Haas-Ferrari                 | 15      | +18,610    | 7         | 2     |
| 8      | 6   | Isack Hadjar          | Racing Bulls-Honda RBPT      | 15      | +19,119    | 9         | 1     |
| 9      | 5   | Gabriel Bortoleto     | Kick Sauber-Ferrari          | 15      | +22,183    | 10        |       |
| 10     | 30  | Liam Lawson           | Racing Bulls-Honda RBPT      | 15      | +22,897    | 11        |       |
| 11     | 22  | Yuki Tsunoda          | Red Bull Racing-Honda RBPT   | 15      | +24,551    | 12        |       |
| 12     | 63  | George Russell        | Mercedes                     | 15      | +25,969    | 13        |       |
| 13     | 18  | Lance Stroll          | Aston Martin Aramco-Mercedes | 15      | +26,595    | 15        |       |
| 14     | 14  | Fernando Alonso       | Aston Martin Aramco-Mercedes | 15      | +29,046    | 14        |       |
| 15     | 44  | Lewis Hamilton        | Ferrari                      | 15      | +30,175    | 18        |       |
| 16     | 23  | Alexander Albon       | Williams-Mercedes            | 15      | +30,941    | 16        |       |
| 17     | 12  | Andrea Kimi Antonelli | Mercedes                     | 15      | +31,981    | 19        |       |
| 18     | 27  | Nico Hülkenberg       | Kick Sauber-Ferrari          | 15      | +32,867    | 17        |       |
| 19     | 43  | Franco Colapinto      | Alpine-Renault               | 12      | +38,072    | PL1       |       |
| Ret    | 10  | Pierre Gasly          | Alpine-Renault               | 15      | Vandlækage | PL1       |       |
| Kilde: |     |                       |                              |         |            |           |       |

Noter:
↑1 - Pierre Gasly måtte starte fra pit lane på grund af et problem før ræset.

## Kvalifikation
| Pos.               | Nr. | Kører                 | Konstruktør                  | Del 1    | Del 2    | Del 3    | Grid |
| ------------------ | --- | --------------------- | ---------------------------- | -------- | -------- | -------- | ---- |
| 1                  | 4   | Lando Norris          | McLaren-Mercedes             | 1.41,010 | 1.40,715 | 1.40,562 | 1    |
| 2                  | 81  | Oscar Piastri         | McLaren-Mercedes             | 1.41,201 | 1.40,626 | 1.40,647 | 2    |
| 3                  | 16  | Charles Leclerc       | Ferrari                      | 1.41,635 | 1.41,084 | 1.40,900 | 3    |
| 4                  | 1   | Max Verstappen        | Red Bull Racing-Honda RBPT   | 1.41,334 | 1.40,951 | 1.40,903 | 4    |
| 5                  | 23  | Alexander Albon       | Williams-Mercedes            | 1.41,772 | 1.41,505 | 1.41,201 | 5    |
| 6                  | 63  | George Russell        | Mercedes                     | 1.41,784 | 1.41,254 | 1.41,260 | 6    |
| 7                  | 22  | Yuki Tsunoda          | Red Bull Racing-Honda RBPT   | 1.41,840 | 1.41,245 | 1.41,284 | 7    |
| 8                  | 30  | Liam Lawson           | Racing Bulls-Honda RBPT      | 1.41,572 | 1.41,281 | 1.41,310 | 8    |
| 9                  | 6   | Isack Hadjar          | Racing Bulls-Honda RBPT      | 1.41,748 | 1.41,297 | 1.41,328 | 9    |
| 10                 | 5   | Gabriel Bortoleto     | Kick Sauber-Ferrari          | 1.41,908 | 1.41,336 | 1.42,387 | 10   |
| 11                 | 87  | Oliver Bearman        | Haas-Ferrari                 | 1.41,884 | 1.41,525 | N/A      | 11   |
| 12                 | 31  | Esteban Ocon          | Haas-Ferrari                 | 1.41,617 | 1.41,617 | N/A      | 12   |
| 13                 | 27  | Nico Hülkenberg       | Kick Sauber-Ferrari          | 1.41,800 | 1.41,633 | N/A      | 13   |
| 14                 | 10  | Pierre Gasly          | Alpine-Renault               | 1.41,844 | 1.41,707 | N/A      | 14   |
| 15                 | 55  | Carlos Sainz Jr.      | Williams-Mercedes            | 1.41,691 | 1.41,758 | N/A      | PL1  |
| 16                 | 44  | Lewis Hamilton        | Ferrari                      | 1.41,939 | N/A      | N/A      | PL2  |
| 17                 | 43  | Franco Colapinto      | Alpine-Renault               | 1.42,022 | N/A      | N/A      | 15   |
| 18                 | 12  | Andrea Kimi Antonelli | Mercedes                     | 1.42,139 | N/A      | N/A      | PL2  |
| 19                 | 14  | Fernando Alonso       | Aston Martin Aramco-Mercedes | 1.42,385 | N/A      | N/A      | PL2  |
| 20                 | 18  | Lance Stroll          | Aston Martin Aramco-Mercedes | 1.42,502 | N/A      | N/A      | 16   |
| 107%-tid: 1.48,080 |     |                       |                              |          |          |          |      |
| Kilde:             |     |                       |                              |          |          |          |      |

Noter:
↑1 - Carlos Sainz Jr. måtte starte fra pit lane efter at have lavet ændringer på sin bil under parc fermé.
↑2 - Lewis Hamilton, Andrea Kimi Antonelli og Fernando Alonso måtte starte fra pit lane efter at have udskiftet dele af deres motor.

## Resultat
| Pos.                                                                      | Nr. | Kører                 | Konstruktør                  | Omgange | Tid/Udgået  | Startpos. | Point |
| ------------------------------------------------------------------------- | --- | --------------------- | ---------------------------- | ------- | ----------- | --------- | ----- |
| 1                                                                         | 81  | Oscar Piastri         | McLaren-Mercedes             | 44      | 1:25:22.601 | 2         | 25    |
| 2                                                                         | 4   | Lando Norris          | McLaren-Mercedes             | 44      | +3.415      | 1         | 18    |
| 3                                                                         | 16  | Charles Leclerc       | Ferrari                      | 44      | +20.185     | 3         | 15    |
| 4                                                                         | 1   | Max Verstappen        | Red Bull Racing-Honda RBPT   | 44      | +21.731     | 4         | 12    |
| 5                                                                         | 63  | George Russell        | Mercedes                     | 44      | +34.863     | 6         | 10    |
| 6                                                                         | 23  | Alexander Albon       | Williams-Mercedes            | 44      | +39.926     | 5         | 8     |
| 7                                                                         | 44  | Lewis Hamilton        | Ferrari                      | 44      | +40.679     | PL        | 6     |
| 8                                                                         | 30  | Liam Lawson           | Racing Bulls-Honda RBPT      | 44      | +52.033     | 9         | 4     |
| 9                                                                         | 5   | Gabriel Bortoleto     | Kick Sauber-Ferrari          | 44      | +56.434     | 10        | 2     |
| 10                                                                        | 10  | Pierre Gasly          | Alpine-Renault               | 44      | +1:12.714   | 13        | 1     |
| 11                                                                        | 87  | Oliver Bearman        | Haas-Ferrari                 | 44      | +1:13.145   | 12        |       |
| 12                                                                        | 27  | Nico Hülkenberg       | Kick Sauber-Ferrari          | 44      | +1:13.628   | 14        |       |
| 13                                                                        | 22  | Yuki Tsunoda          | Red Bull Racing-Honda RBPT   | 44      | +1:15.395   | 7         |       |
| 14                                                                        | 18  | Lance Stroll          | Aston Martin Aramco-Mercedes | 44      | +1:19.831   | 16        |       |
| 15                                                                        | 31  | Esteban Ocon          | Haas-Ferrari                 | 44      | +1:26.063   | 11        |       |
| 16                                                                        | 12  | Andrea Kimi Antonelli | Mercedes                     | 44      | +1:26.721   | PL        |       |
| 17                                                                        | 14  | Fernando Alonso       | Aston Martin Aramco-Mercedes | 44      | +1:27.924   | PL        |       |
| 18                                                                        | 55  | Carlos Sainz Jr.      | Williams-Mercedes            | 44      | +1:32.024   | PL        |       |
| 19                                                                        | 43  | Franco Colapinto      | Alpine-Renault               | 44      | +1:35.520   | 15        |       |
| 20                                                                        | 6   | Isack Hadjar          | Racing Bulls-Honda RBPT      | 43      | +1 lap      | 8         |       |
| Hurtigste omgang: Andrea Kimi Antonelli (Mercedes) - 1.44,861 (omgang 32) |     |                       |                              |         |             |           |       |
| Kilde:                                                                    |     |                       |                              |         |             |           |       |

## Stilling i mesterskaberne efter løbet
| Pos. | Kører           | Point |
| ---- | --------------- | ----- |
| 1    | Oscar Piastri   | 266   |
| 2    | Lando Norris    | 250   |
| 3    | Max Verstappen  | 185   |
| 4    | George Russell  | 157   |
| 5    | Charles Leclerc | 139   |

| Pos. | Konstruktør         | Point |
| ---- | ------------------- | ----- |
| 1    | McLaren-Mercedes    | 516   |
| 2    | Ferrari             | 248   |
| 3    | Mercedes            | 220   |
| 4    | Red Bull-Honda RBPT | 192   |
| 5    | Williams-Mercedes   | 70    |